# スウェーデン王立科学アカデミー
座標: 北緯59度21分59秒 東経18度3分3秒 / 北緯59.36639度 東経18.05083度

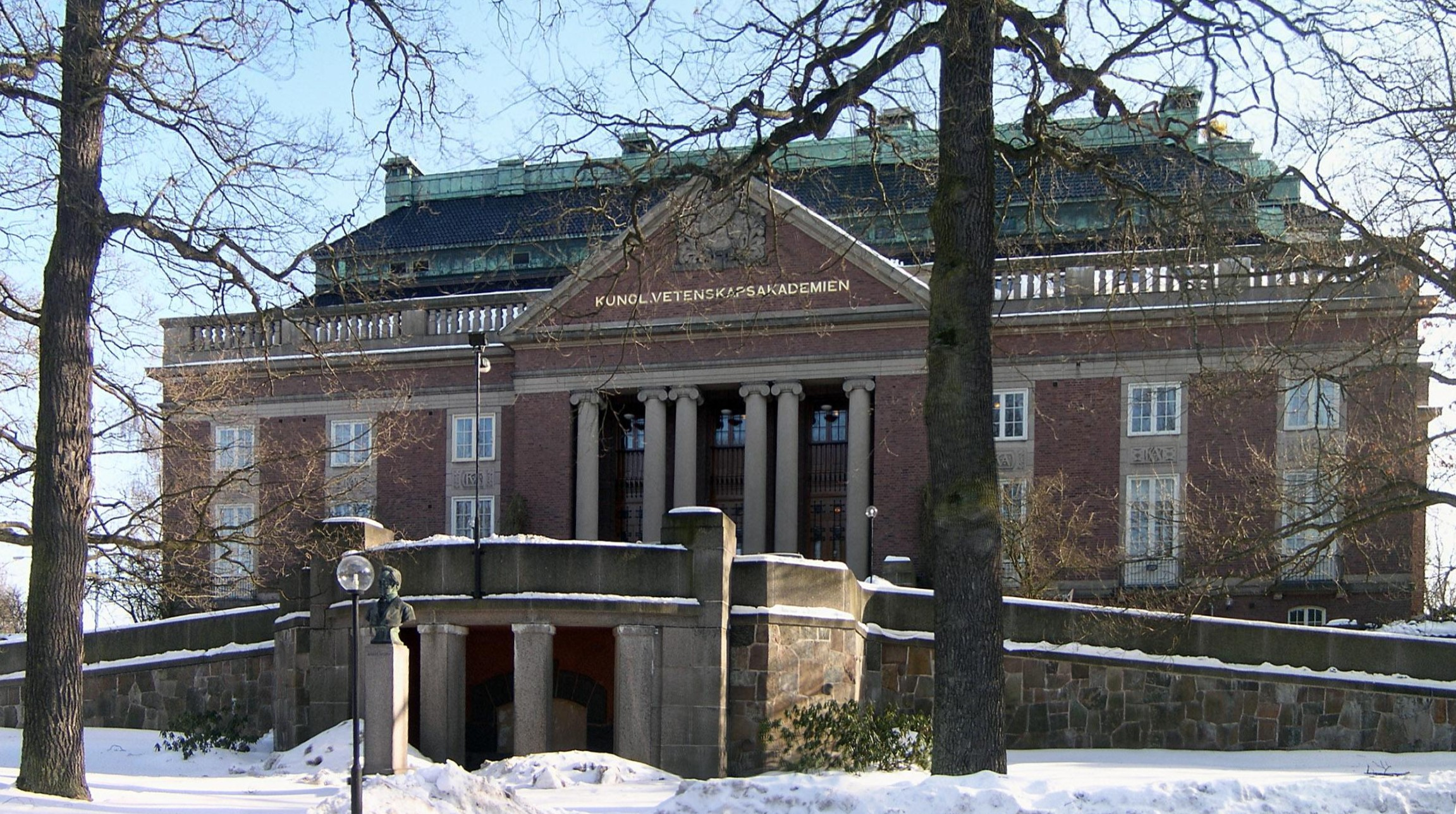
ストックホルムにあるアカデミーの建物。

スウェーデン王立科学アカデミー（スウェーデンおうりつかがくアカデミー、典: Kungliga Vetenskapsakademien）は、1739年にフレドリク1世によって設立された、スウェーデン王立アカデミーの1つである。スウェーデン王立科学アカデミーは独立行政法人であり、自然科学と数学の発展を目的とした活動を行っている。

## 選考
- ノーベル賞  - 受賞者を選考する委員会が存在する
  - ノーベル物理学賞
  - ノーベル化学賞
  - ノーベル経済学賞
- ショック賞 - 哲学者・数学者および芸術家を対象とした賞
- クラフォード賞 - ノーベル賞が扱わない科学領域を対象とした賞
- グレゴリー・アミノフ賞 - 結晶学を対象とした賞
- ショーベリ賞 - 癌研究を対象とした賞
- オスカル・クライン記念講座 - 著名な物理学者を招聘して催される記念講座